# Samuel Petráš
Samuel Petráš (Žilina, 10 aprile 1999) è un calciatore slovacco, portiere del Győri ETO.

## Carriera

### Club
Acquistato dallo Žilina, debutta in prima squadra il 14 giugno 2020 in occasione dell'incontro di Superliga vinto 2-1 contro lo Spartak Trnava; a partire dalla stagione seguente viene designato come portiere titolare per il club gialloverde.

### Nazionale
Ha giocato nelle nazionali giovanili slovacche Under-17 ed Under-21.

## Statistiche
Statistiche aggiornate al 12 marzo 2021.

### Presenze e reti nei club
| Stagione        | Squadra         | Campionato      | Campionato | Campionato | Coppe nazionali | Coppe nazionali | Coppe nazionali | Coppe continentali | Coppe continentali | Coppe continentali | Altre coppe | Altre coppe | Altre coppe | Totale | Totale | Totale |
| Stagione        | Squadra         | Comp            | Pres       | Reti       | Comp            | Pres            | Reti            | Comp               | Pres               | Reti               | Comp        | Pres        | Reti        | Pres   | Reti   |        |
| --------------- | --------------- | --------------- | ---------- | ---------- | --------------- | --------------- | --------------- | ------------------ | ------------------ | ------------------ | ----------- | ----------- | ----------- | ------ | ------ | ------ |
| 2017-2018       | Žilina II       | 1L              | 2          | -3         |                 | -               | -               |                    | -                  | -                  |             | -           | -           | 2      | -3     |        |
| 2018-2019       | Žilina II       | 1L              | 25         | -48        |                 | -               | -               |                    | -                  | -                  |             | -           | -           | 25     | -48    |        |
| 2019-2020       | Žilina II       | 1L              | 15         | -25        |                 | -               | -               |                    | -                  | -                  |             | -           | -           | 15     | -25    |        |
| 2020-2021       | Žilina II       | 1L              | 1          | 0          |                 | -               | -               |                    | -                  | -                  |             | -           | -           | 1      | 0      |        |
| 2019-2020       | Žilina          | SL              | 5          | -8         | CS              | 0               | 0               |                    | -                  | -                  |             | -           | -           | 5      | -8     |        |
| 2020-2021       | Žilina          | SL              | 22         | -33        | CS              | 0               | 0               | UEL                | 1                  | -3                 |             | -           | -           | 23     | -36    |        |
| Totale carriera | Totale carriera | Totale carriera | 70         | -118       |                 | 0               | 0               |                    | 1                  | 0                  |             | -           | -           | 71     | -121   |        |